# I-1 (Bulgarije)
De I-1 is een nationale weg van de eerste klasse in Bulgarije. De weg loopt van Roemenië via Vidin, Sofia en Blagoëvgrad naar Griekenland. De I-1 is 421 kilometer lang.